# Stanisław Wyspiański
Stanisław Mateusz Ignacy Wyspiański (Cracovia, 15 gennaio 1869 – Cracovia, 28 novembre 1907) è stato un pittore, poeta, architetto e drammaturgo polacco.

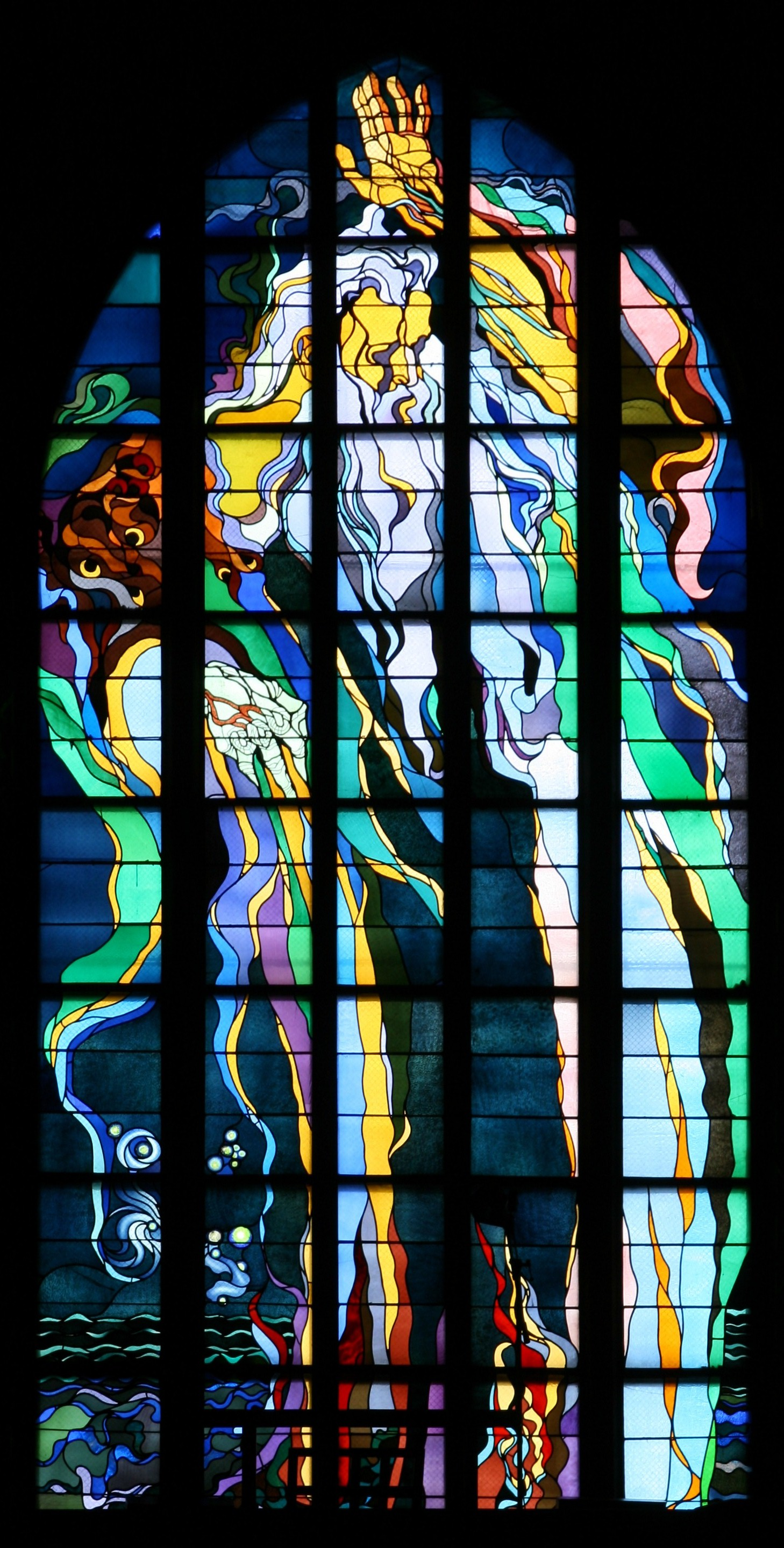
Vetrata disegnata da Wyspiański, nella chiesa di San Francesco a Cracovia

È stato uno dei più famosi ed importanti artisti di tutta la Polonia.

## Biografia
Figlio di uno scultore, studiò all'Accademia di Belle Arti di Cracovia dove nel 1906 divenne professore. Oltre che opere a pastello eseguì vetrate, policromie, incisioni e progetti di mobili. 
Come autore di teatro compose tragedie ispirate all'antichità greca, quali Meleagro, Protesilao e Laodamia, Achilleide, Il ritorno di Ulisse, e scrisse quattro drammi dedicati alle insurrezioni del 1830 e del 1848, che intendevano analizzare il loro fallimento, creando così un ciclo storico: La varsaviana, Lelewel, La legione e La notte di novembre (scritte tra il 1898 e il 1907). Un gruppo a parte costituiscono le opere politiche: Acropolis, Le nozze e due tragedie d'argomento contemporaneo e di tono popolaresco: L'anatema (1903) e I giudici (1907). Completano la produzione di Wyspiański le fantasie drammatiche Leggenda (1897), Boleslao l'ardito (1903) e Skałka (1907), nonché alcune rapsodie epiche, tra cui Casimiro il Grande (1900).
Teorico dell'arte scenica, Wyspiański espose le sue idee in La storia tragica di Amleto, principe di Danimarca (1905). Oltre che all'antichità greca (soprattutto ad Omero) Wyspiański si ispira al teatro nazionale (Słowacki e Mickiewicz).
Opponendosi tuttavia al culto romantico dei sepolcri e dell'eroismo sublimato dalla morte, egli respinge la sovranità tirannica della poesia, che deve cedere il passo all'azione. L'opera teatrale di Wyspiański, romantica nei suoi motivi ispiratori e vicina al simbolismo nella tecnica, si richiama, in modo originale, ai problemi storici della sua nazione.
Morì, ancor giovane, di sifilide; il suo corpo è sepolto, insieme ad altri famosi scrittori e artisti polacchi, nella chiesa di San Michele Arcangelo e San Stanislao (Skałka) a Cracovia.

## Galleria d'immagini

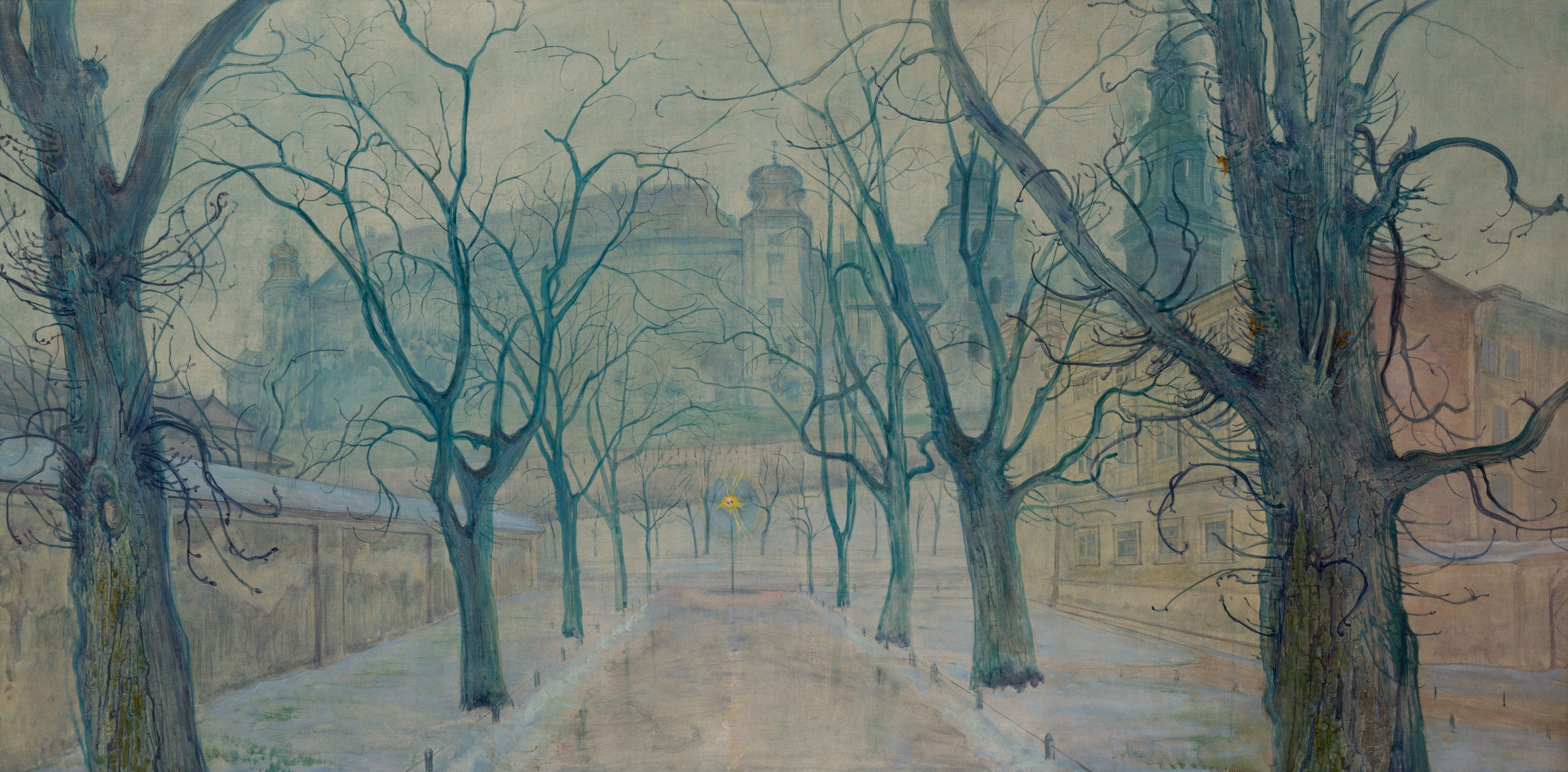
Parco Planty all'alba, 1894
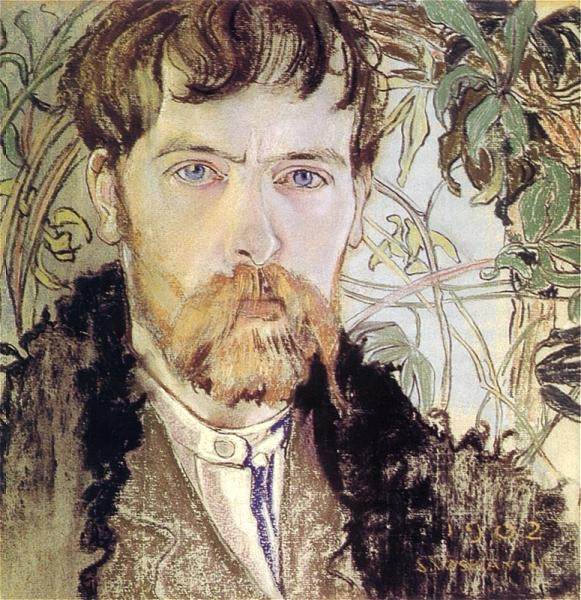
Autoritratto, 1902
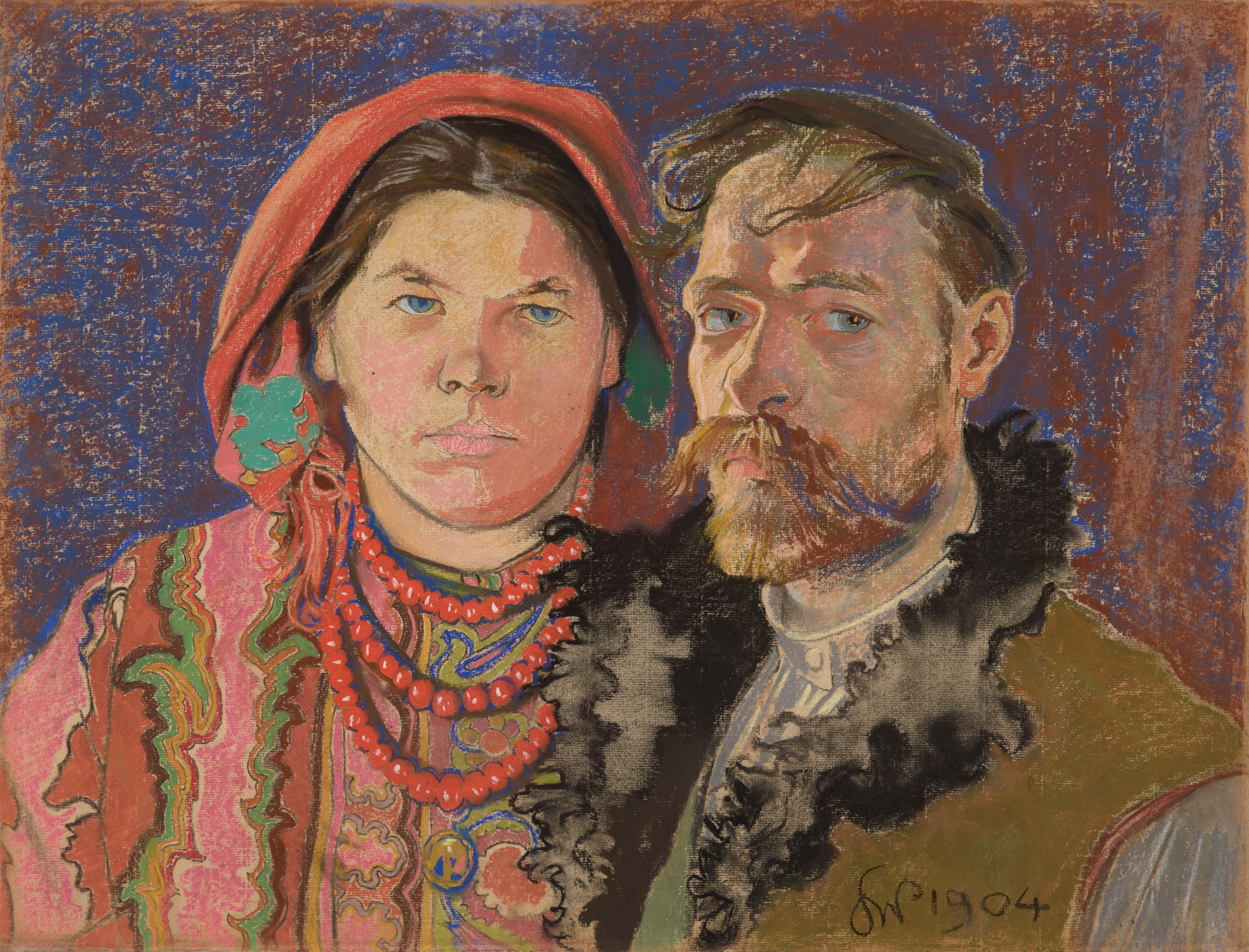
Autoritratto con la moglie alla finestra, 1904
Maternità, 1905